# Miniopterus manavi
Miniopterus manavi es una especie de murciélago microquiróptero de la familia Vespertilionidae.

## Distribución
Se encuentra en Madagascar y las islas Comoras.